# Rudolf Stich (Mediziner)

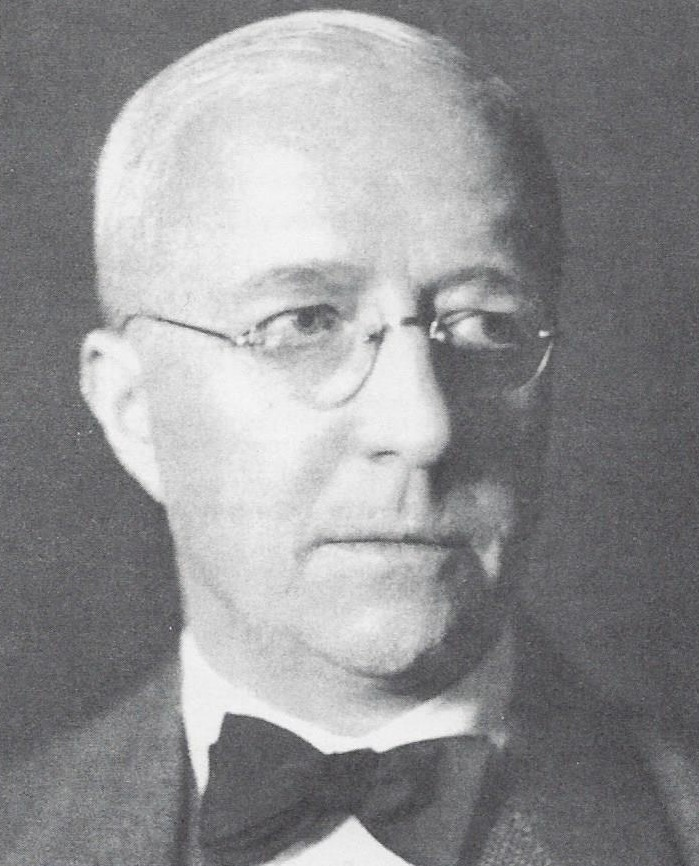
Rudolf Stich, vor 1911

Rudolf Stich (* 19. Juli 1875 in Nürnberg; † 18. Dezember 1960 in Göttingen) war ein deutscher Chirurg und Hochschullehrer.

## Leben

### Berufliche Laufbahn bis 1933
Rudolf Stich kam als Sohn des Bahnarztes und Geheimen Sanitätsrats Eduard Stich und seiner Frau Sofie, geb. Troeltsch, zur Welt und wuchs in einem bürgerlich-liberalen Milieu auf. Stich besuchte das humanistische Gymnasium (heute: Melanchthon-Gymnasium) in Nürnberg. Nach dem Abitur nahm er zum Wintersemester 1894/95 das Studium der Medizin an der Friedrich-Alexander-Universität Erlangen auf, das er an der Albert-Ludwigs-Universität Freiburg fortsetzte. Er wurde 1894 Mitglied der Burschenschaft der Bubenreuther. 1899 beendete er sein Studium in Erlangen mit der Promotion zum Dr. med. bei Walter Hermann von Heineke und der ärztlichen Approbation. Anschließend war er Assistenzarzt in Erlangen bei dem Physiologen Isidor Rosenthal und in Kiel bei dem Pathologen Arnold Heller und dem Internisten Heinrich Irenaeus Quincke.
Ab 1. April 1902 arbeitete Stich als Assistenzarzt bei dem Chirurgen Carl Garrè an der Albertus-Universität Königsberg. Bei ihm habilitierte er sich 1905 auf dem Gebiet der Organchirurgie. Mit ihm wechselte er im selben Jahr an die Schlesische Friedrich-Wilhelms-Universität Breslau und zwei Jahre später an die Rheinische Friedrich-Wilhelms-Universität Bonn. 1906 heiratete Stich in Kiel Margarete Becker; das Paar hatte drei Kinder.
In Bonn wurde Stich zum Oberarzt und 1909 zum außerplanmäßigen Professor ernannt. Nachdem er sich 1908 erfolglos um den Chefarztposten am Krankenhaus in Nürnberg beworben hatte, erhielt er 1911, mit nur 36 Jahren, einen Ruf der Georg-August-Universität Göttingen auf ihren Lehrstuhl für Chirurgie und wurde zugleich Chefarzt der Chirurgischen Abteilung an der Universitätsklinik. Mit dem Beginn des Ersten Weltkriegs wurde er am 1. August 1914 zum Beratenden Chirurgen des XXI. Armeekorps berufen. In dieser Funktion blieb er im Range eines Oberstabsarztes bis Januar 1919 und entwickelte sich zum Spezialisten für Verwundungen und kriegsbedingte Aneurysmen der Blutgefäße. In der Weimarer Republik war er Mitglied der Deutschen Demokratischen Partei. Als sie die Wahl Paul von Hindenburgs zum Reichspräsidenten ablehnte, verließ er die DDP.
Stich war auch international als Chirurg angesehen und galt insbesondere wegen der von ihm entwickelten Techniken der Gefäßnaht (Carrel-Stich-Naht) als „Koryphäe der Gefäßchirurgie“. Zudem war er ein beliebter Hochschullehrer mit zahlreichen Schülern. Stich gab mit Bruns' Beiträgen zur klinischen Chirurgie eine angesehene chirurgische Fachzeitschrift heraus. Im Jahr 1932 erschien die von ihm und Mathäus Makkas herausgegebene Schrift Fehler und Gefahren bei chirurgischen Operationen in zweiter Auflage. 1925, 1932 und 1938 leitete er die 30., 44. und 56. Tagung der Vereinigung Nordwestdeutscher Chirurgen. Seine Ehefrau Grete, die Kontakte zu Schauspielern und Künstlern pflegte, machte ihr Haus zu einem „Mittelpunkt bürgerlicher Geselligkeit“.

### Zeit des Nationalsozialismus
Seit Juni 1933 war Stich Förderndes Mitglied der SS. Im Herbst 1933 trat er dem Stahlhelm bei und wurde im Zuge der Überführung dieser Organisation in die SA zum 1. November 1933 SA-Mitglied. Er betätigte sich aktiv in der SA und stieg zum SA-Brigadearzt und Sanitätssturmbannführer auf. Im Juni 1937 beantragte er die Aufnahme in die NSDAP. Er gehörte zudem dem NS-Dozentenbund, dem NS-Ärztebund und einer Reihe anderer NS-Organisationen an. Bei der 61. Tagung der Deutschen Gesellschaft für Chirurgie 1937 hielt er die Eröffnungsrede, in der er den 30. Januar 1933 als „Wendepunkt unseres nationalen Daseins nach langen Jahren erniedrigender Schmach“ bezeichnete. Von 1939 bis 1945 war er Dekan der medizinischen Fakultät an der Universität Göttingen. Zu Beginn des Zweiten Weltkriegs erhielt er einen Gestellungsbefehl als beratender Chirurg des XI. Armeekorps, war aber ab dem 18. September 1939 wieder in der Universitätsklinik tätig. Während des Krieges hielt Stich regelmäßig Lehrveranstaltungen zur Kriegschirurgie ab.
Stich war laut eigener Aussage ebenso wie nach externen Beurteilungen ein überzeugter Nationalsozialist. Er vertrat insbesondere die nationalsozialistischen Vorstellungen zur Erbbiologie und  „Rassenhygiene“ und die Durchführung von Zwangssterilisationen nach dem Gesetz zur Verhütung erbkranken Nachwuchses, die an seiner Klinik in großer Zahl erfolgten. Andererseits stellte er sich gegen die Ermordung von Geisteskranken im Rahmen der Aktion T4 und unterstützte den Widerstand seines Kollegen, des Psychiaters Gottfried Ewald, und dessen Bemühungen zur Rettung von Patienten. Sein Antisemitismus war selektiv: Er nahm nicht gegen die Entlassung jüdischer Kollegen Stellung, behandelte aber jüdische Patienten.

### Nach 1945
In der Endphase des Zweiten Weltkriegs hatte Stich wesentlichen Anteil daran, dass Göttingen am 8. April 1945 kampflos an die Truppen der United States Army übergeben werden konnte. Fünf Tage später, am 13. April, übergab er das Dekanat an den Internisten Rudolf Schoen, fungierte aber weiter als Direktor der Chirurgischen Klinik. Mit anderen ehemaligen Funktionsträgern der Universität wurde er am 13. Juni 1945 von den britischen Besatzungsbehörden verhaftet und zuerst nach Hildesheim, dann ins Lager Westertimke bei Bremen verbracht. Ärzte- und Universitätskollegen und der stellvertretende Oberpräsident der Provinz Hannover setzten sich unter Verweis auf Stichs medizinische und wissenschaftliche Verdienste und sein Alter für seine Haftentlassung ein, die am 31. August 1945 erfolgte. Der inzwischen 70-Jährige kam einer Entlassung aus dem Amt zuvor, indem er seine ordentliche Emeritierung beantragte, die ihm rückwirkend zum 1. September gewährt wurde.
Mit Karl Heinrich Bauer bearbeitete er die 14. und 15. Auflage des Chirurgielehrbuchs von Carl Garrè.
Stich führte bis ins hohe Alter weiterhin eine Privatpraxis und war bis zu seinem Tode und weit darüber hinaus eine angesehene Persönlichkeit, an die man sich in Universität und Stadt noch lange positiv erinnerte. 1955, zu seinem 80. Geburtstag, erhielt er das Große Bundesverdienstkreuz und die Göttinger Ehrenbürgerschaft, 1971 wurde auf Anregung seiner Witwe eine Göttinger Straße nach ihm benannt.
Stichs Grab befindet sich auf dem Stadtfriedhof Göttingen (Abteilung 64 für Göttinger Ehrenbürger).
Erst zu Beginn des 21. Jahrhunderts setzte eine kritische Auseinandersetzung mit seiner Rolle im „Dritten Reich“ ein. Sie führte dazu, dass 2010 die Gedenktafel an seinem früheren Wohnhaus (seit 2010 Sitz des Göttinger Instituts für Demokratieforschung) entfernt wurde und 2015 der Rudolf-Stich-Weg in Adam-von-Trott-Weg umbenannt wurde. Die Deutsche Gesellschaft für Herz-, Gefäß- und Thoraxchirurgie verlieh bis 2012 den Rudolf-Stich-Preis für besondere wissenschaftliche Leistungen, der seither als Gefäßchirurgischer Forschungspreis vergeben wird.

## Mitgliedschaften
- Deutsche Demokratische Partei (1919–1925)
- Förderndes Mitglied der SS (26. Juni 1933)
- Stahlhelm, Bund der Frontsoldaten (Herbst 1933)
- SA (1. November 1933), 1941 Hauptsturmführer
- Reichsluftschutzbund (1. Januar 1934)
- Nationalsozialistische Volkswohlfahrt (1. August 1934)
- Nationalsozialistischer Deutscher Ärztebund
- Kraft durch Freude
- Nationalsozialistischer Altherrenbund

## Ehrungen
- Eisernes Kreuz II. und I. Klasse
- Hanseatenkreuz (Hamburg)
- Ehrenkreuz des Weltkrieges
- Korrespondierendes Mitglied der Société de médecine de Paris (1937)
- Ehrenmitgliedschaften:
  - Vereinigung Nordwestdeutscher Chirurgen
  - Deutsche Gesellschaft für Neurochirurgie
  - Deutsche Gesellschaft für Chirurgie (1937 Vorsitzender)
- Kriegsverdienstkreuz (1939) 1. Klasse (März 1945)
- Großes Bundesverdienstkreuz, anlässlich des 80. Geburtstages (1955)
- Ehrenbürger der Stadt Göttingen (18. Juli 1955)
- Albrecht-von-Haller-Medaille der Universität Göttingen (1960)
- Benennung der Rudolf-Stich-Straße (1971, 2015 in Adam-von-Trott-Weg umbenannt)
- Gedenktafel in Göttingen, Weender Landstraße 14 (19. Juli 1985, eingelagert 2010)